# Dimitri Petratos
Dimitri Petratos (Sydney, 10 de novembro de 1992) é um futebolista australiano que atua como atacante. Atualmente, joga pelo Newcastle Jets.

## Carreira
Foi convocado para defender a Seleção Australiana de Futebol na Copa do Mundo de 2018.

## Títulos
Fonte:
Brisbane Roar
- A-League: 2013–14
- Copa da Malásia: 2013